# Joshua Kadison
Joshua Kadison, född 8 februari 1963 i Santa Barbara, Kalifornien, är en amerikansk singer-songwriter, pianist och författare. Kadison är mest känd för sina låtar "Jessie" och "Beautiful in My Eyes" från 1993.

## Biografi

### Uppväxt
Kadison växte upp i Westlake Village, Kalifornien, som den yngre av två söner. Vid tolv års ålder började han spela piano och efterhand började han skriva sånger. När han var femton år gammal dog hans mor skådespelaren Gloria Castillo, och han gav sig då med ett nytaget körkort ut på vägarna och blev en resande trubadur (med sin fars välsignelse). Han har senare medgivit att mycket av sångskrivandet berodde på ilska och förvirring på grund av moderns död. Han skrev senare "Mama's Arms" som handlade om smärtan som drabbade honom när han förlorade sin mor som tonåring, den fanns senare med på hans debutalbum Painted Desert Serenade. Han hade tillbringat ett årtionde på vägarna i USA, när han i början på 1990-talet uppmärksammades av EMI som skrev kontrakt med honom.

### Karriär
År 1993 släppte EMI hans debutskiva Painted Desert Serenade, en samling med introspektiva sånger inklusive hans genombrottslåt "Jessie" och "When A Woman Cries," som både Joe Cocker och Smokey Robinson gjort covers av. "I was so used to being outside of whatever was going on that I didn't even think I'd get a record deal, much less have my songs played on the radio." Detta sade han när han tog emot the BMI Award för en av årets mest spelade sånger. Hans internationella hit “Beautiful in My Eyes" spelas ofta på bröllop och nådde som bäst 19:e plats på Billboard listan. Painted Desert Serenade sålde platina i USA och Tyskland, och dubbel platina i Australien och Nya Zeeland. Enligt "Guinness book of British Hit Singles" nådde både "Jessie" och "Beautiful in my eyes" top 40 på engelska singellistan, Jessie låg totalt 15 veckor på UK Top 75 om man räknar båda skivsläppen och skivan nådde som bäst 45:e plats. 
Hans andra album Delilah Blue sålde inte lika bra. Hans samling med sånger var mer som noveller än balladerna som fanns på det första albumet; han använde bland annat John Steinbecks bok Pärlan som inspiration för en sång med samma namn. Singeln Take it on Faith tog sig inte in på Billboards Top-10 och en kort tid senare annullerade EMI Kadisons kontrakt. Titellåten "Delilah Blue" släpptes som singel i Australien.
1997 var han med i sången "Let the music show you the way" på Man Dokis duettalbum "People in Room no8".
1998 släppte han boken 17 Ways To Eat A Mango: A Discovered Journal Of Life On An Island Of Miracles och skivan Saturday Night In Storyville (med fem sånger) på sitt eget skivmärke, Storyville Records. Skivan såldes till största delen från Kadisons egen webbsida. Den togs väl emot i Tyskland, där han har en stor grupp av fans. 1999 släppte han ännu ett album genom sin webbsida, "Troubador in a timequake", som var den första CD:n som "My fathers son" fanns med på. Han har sagt att det är en sång om hans avlidne far regissören Ellis Kadison.
2000 spelade han in singeln "Dragonfly Queen" med Erikah Karst som släpptes via Mercury.
Strax efter skrev han ett nytt kontrakt med EMI Tyskland och hans nya skiva Vanishing America, producerad av Leslie Mándoki, släpptes. Skivan, som släpptes i maj 2001, handlar om hans desillusion över förlorade värden i USA. Skivan var en samling sånger som berättade historier om människor som inte inser sin egen skönhet och sin fulla potential. Ironiskt nog släpptes aldrig skivan i USA. På skivan fanns även två låtar som han släppt tidigare, "My father's son" och "Cherry Bowl Drive-in" och en soloversion av "Dragonfly Queen" omdöpt till "Begging for grace". 
2005 återstartade han sin karriär på den egna webbsidan "Radio Humanity”. Han har sedan dess köpt tillbaka sin tidigare webbsida och återstartat den. ”The Venice Beach Sessions” släpptes bara som en nedladdningsbar skiva i två delar.
2006 släppte EMI samlingsskivan Essential som innehöll sånger från hans tre tidigare studioalbum plus tre före detta B-sidor.
Både 2007 och 2008 genomförde han turnéer i Tyskland och 2008 släppte han ännu en nedladdningsbar skiva "Return of the dragonfly" via sin webbsida. Han meddelade under året att han inte längre kommer att uppträda som pianist och att han tänker lära sig spela nya instrument och återstarta sin karriär med ett helt nytt sound.
Den officiella hemsidan joshuakadison.com är nedstängd.

### Privatliv
2005 meddelade han via sin webbsida att han var bisexuell och att han just lämnat ett långvarigt förhållande.

## Diskografi
Studioalbum
- 1993: Painted Desert Serenade
- 1995: Delilah Blue
- 1998: Saturday Night in Storyville
- 1999: Troubadour In a Timequake
- 2001: Vanishing America
- 2002: Jessie
- 2005: The Venice Beach Sessions - Part 1
- 2006: The Venice Beach Sessions - Part 2

Samlingsalbum
- 1994: Premium Gold Collection
- 2006: The Essential Joshua Kadison
- 2008: The Complete Venice Beach Sessions
- 2010: The Complete Storyville Sessions

EP
- 2008: Return of the Dragonfly